# Elmer Berg und Ostewiesen
Elmer Berg und Ostewiesen bezeichnet ein Naturschutzgebiet in der niedersächsischen Stadt Bremervörde im Landkreis Rotenburg (Wümme).
Das Naturschutzgebiet mit dem Kennzeichen NSG LÜ 377 ist circa 157 Hektar groß. Es grenzt teilweise an das Landschaftsschutzgebiet „Ostetal“, das im Geltungsbereich der Naturschutzgebietsverordnung im Naturschutzgebiet aufging. Das Gebiet steht seit dem 1. Mai 2024 unter Naturschutz. Zuständige untere Naturschutzbehörde ist der Landkreis Rotenburg (Wümme).

## Beschreibung
Das aus zwei Teilflächen bestehende Naturschutzgebiet liegt nordöstlich von Bremervörde. Es umfasst Niederungsbereiche östlich der Oste und schließt angrenzende Geestbereiche mit ein. In der Niederung der Oste sind ausgedehnte Schilf- und Röhrichtflächen sowie großflächige, tidebeeinflusste Feuchtgrünländer ausgebildet, die teilweise durch Feldgehölze und Hecken gegliedert sind. Die Grünländer werden überwiegend extensiv genutzt und sind artenreich, teilweise liegen sie brach. Stellenweise sind Stillgewässer in die Grünländer eingebettet. Eher kleinflächig stocken Wälder, die in der Osteniederung als Auen- und Bruchwälder und an den Geesträndern als bodensaure Eichenwälder auf Sandebenen ausgebildet sind. Die Wälder verfügen über einen hohen Alt- und Totholzanteil. Auf dem Elmer Berg sind Heideflächen und Trockenrasen ausgebildet. Die Heideflächen werden von Besenheide dominiert, in die Englischer Ginster eingestreut ist, der teilweise größere Bestände bildet.
Das Naturschutzgebiet ist je nach Standort Lebensraum verschiedener Tier- und Pflanzenarten. Die Schilf- und Röhrichtflächen bieten verschiedenen Röhrichtbrütern einen geeigneten Lebensraum und sind Teillebensraum des Fischotters. Das Gebiet beherbergt auch verschiedene Reptilien und Amphibien, darunter Ringelnatter und Zauneidechse. Die Heide- und Trockenrasenflächen beherbergen unter anderem verschiedene Insekten. Weiterhin kommen hier verschiedene Webspinnenarten vor, von denen mehrere nach der Roten Liste mindestens als gefährdet eingestuft sind.
Teilflächen im Naturschutzgebiet werden zur Pflege mit Wasserbüffeln beweidet. Zusätzlich sind Entkusselungsmaßnahmen nötig, um einer Verbuschung der Flächen entgegenzuwirken.